# Henri Habert de Vauboulon
Henri Habert de Vauboulon (* 17. Jahrhundert; † 16. August 1692) war ein französischer Gouverneur auf der Île Bourbon (heute Réunion).

## Leben
Vauboulons Geburtsjahr und sein frühes Leben sind nicht überliefert. Auf Erlass von König Ludwig XIV. wurde er am 20. März 1689 zum Gouverneur und Großrichter der Île Bourbon ernannt. Er ging an Bord des Schiffes Saint-Jean Baptiste, das die Insel am 5. Dezember 1689 erreichte. Vauboulon wurde am 11. Dezember 1689, zwei Tage nach der Flucht seines Vorgängers Jean-Baptiste Drouillard, als Administrator eingesetzt. Er trug den Titel Gouverneur des Königs und der Französischen Ostindienkompanie und hatte sehr weitreichende Befugnisse. Als erste Sofortmaßnahme erließ er neue Strafen für schwarze Sklaven. In einer Verordnung vom 18. Dezember 1689 hieß es, dass Schwarzen, die sich länger als einen Tag unerlaubt von ihrem Arbeitsplatz entfernten, beim ersten Mal die Peitsche drohte und im Wiederholungsfall die Todesstrafe durch Hängen und Strangulieren. Ferner führte er die Schulpflicht für alle Jugendlichen ein, verband die Handelsaktivitäten der Île Bourbon mit denen der französischen Ostindienkompanie, verbot das Vagabundieren, führte ein neues Jagdgesetz ein und verfügte eine Teilnahmepflicht an den Gottesdiensten auf der Insel. 
Im Verlauf von Vauboulons Amtszeit löste die Frage nach Landkonzessionen einen Konflikt mit den Siedlern aus. Die Französische Ostindienkompanie hatte es den wenigen Siedlern erlaubt, Eigentümer von Landparzellen zu werden, allerdings ohne Titel und damit ohne Rechte. Vauboulon nutzte diese Situation aus, um sich selbst zu bereichern. Er forderte die Siedler auf, ihre Situation selbst zu regeln, indem sie Konzessionsurkunden kauften, die oft ohne Verweis auf die gezahlten Summen, die Vauboulon unrechtmäßig eingesteckt hatte, und ohne genaue Angaben zu den Flächen und Grenzsteinen des Landes ausgestellt wurden. Dieser Machtmissbrauch führte später zu wütenden Nachbarschaftsstreitigkeiten.
Ein Teil der 300 Einwohner zog sich ins Landesinnere zurück, um der Verfolgung zu entgehen. Auf Betreiben von Kapuzinerpater Hyacinthe und dem Kolonisten Michel Firelin wurde Vauboulon am 26. November 1690 in der Kapelle von Saint-Louis ergriffen. Er wurde inhaftiert und am 18. August 1692 mit einer „Todesbrühe“ vergiftet.
Erst 1696 ernannte König Ludwig XIV. Joseph Bastide zum amtierenden Gouverneur.